# Johann Nepomuk Hunczovsky

Johann Nepomuk Hunczovsky, Gemälde von Heinrich Friedrich Füger, 1792, Wienmuseum

Johann Nepomuk Hunczovsky (* 15. Mai 1752 in Czech bei Proßnitz, Mähren; † 4. April 1798 in Wien) war ein österreichischer Chirurg und Hochschullehrer.

## Leben
Johann Hunczovsky erhielt seine erste Ausbildung in der Barbierstube seines Vaters in Olmütz und ging 1771 nach Wien, um Chirurgie zu studieren. Auf Empfehlung von Giovanni Alessandro Brambilla bei der Fürstin Tarocca, von der er wie von der Gräfin Burghausen unterstützt wurde, setzte er seine chirurgischen Studien bei Moscati in Mailand fort. Anschließend kehrte er zwei Jahre später, nach dem Tod seiner Gönnerin Tarocca, nach Wien zurück, wo er Assistent am spanischen Hospital bei Steidele und anschließend bei Brambilla war. Er unternahm 1777 mit einem durch Brambilla erwirkten Stipendium von Kaiser Joseph II. erneut eine Studienreise, die ihn diesmal für zwei Jahre nach Paris (wo er die Charité kennenlernte und sich vor allem Antoine Louis und Sabatier anschloss) und ein Jahr nach London führte, wo er unter anderem die Chirurgen Pott, Edward Alanson und John Hunter besuchte und die großen Matrosenhospitäler in Portsmouth und Plymouth besichtigte. 1780 nach Frankreich zurückgekehrt, bereiste er dort die Hospitäler verschiedener Seehäfen und kehrte Ende des Jahres über Turin und Mailand nach Wien zurück. Im selben Jahr hatte er als Erster eine Exartikulation im Fußgelenk ausgeführt. Im Jahr 1781 erhielt er eine Professur bei Brambilla an der neu errichteten medizinisch-chirurgischen Schule im Militärhospital zu Gumpendorf, wo er Anatomie. Physiologie, Innere Medizin und Chirurgie lehrte. Drei Jahre später übernahm er zusätzlich eine Professur für Operationslehre, Geburtshilfe und „medizinische Polizei“ an der von Brambilla geleiteten medicinisch-chirurgischen Josephsakademie in Wien, wo er nach der Natur angefertigte Wachsmodelle anatomischer und pathologischer Präparate seltener chirurgischer Krankheiten angefertigt hatte. Der Kaiser hatte bei der Einweihung der Akademie allen Professoren der Chirurgie, die noch keinen Doktorgrad hatten (so Brambilla, Hunczovsky und dessen Kollegen Joseph Jacob Plenk), den chirurgischen Doktorgrad verliehen. Hunczovsky beschrieb 1789 als Erster eine angeborene Halsfistel, die er durch Injektion von Weingeist bzw. Spaltung des Fistelganges erfolgreich behandelte. 1791 unternahm er im Gefolge Kaisers Leopold II. eine Reise durch Italien und wurde nach der Rückkehr zum kaiserlich-königlichen Leibchirurgen ernannt.
Um 1795 gehörte Hunczovsky zu den Lehrern von Beethovens Bonner Freund Lorenz von Breuning (1776–1798), der 1794 bis 1797 in Wien Medizin studierte. Wie Breuning in mehreren Briefen schreibt, verbrachte er die Abende – gemeinsam mit Beethoven – oft bei Hunczovsky. Für Breunings Bruder Stephan von Breuning war Hunczovsky „der liebenswürdigste Mann den ich in Wien kennen lernte“.
Am 15. Februar 1796 kaufte Hunczovsky von Peter von Genzinger ein Haus in der Alservorstadt, am Alsergrund Nr. 90, das am 20. April 1799 von Caroline Pichlers Mutter Caroline von Greiner erworben wurde. Pichler schreibt über ihn:

„Hunczovsky […] war ein sehr gebildeter Mann, ein großer Kunstfreund, und, was noch mehr sagen will, und was sein Tod bewies, ein edler Menschenfreund. Die meisten und schönsten Zimmer seines Hauses hatte er seinen Sammlungen gewidmet. Da war eine ansehnliche Bibliothek, ein ganzes Zimmer voll Handzeichnungen, die an den tiefblauen Wänden desselben in prächtigen Goldrahmen prangten, ein anderes mit den schönsten Kupferstichen, in dem sich überdies eine zahlreiche Mineraliensammlung in 10–12 höchst eleganten Glasschränken befand; endlich ein eigens dazu eingerichteter Saal mit Gemälden. Hier lebte der Besitzer mit einer hübschen, jungen Frau, die er kürzlich geheiratet, umgeben von seinen Kunstschätzen.“

Laut Wurzbach starb er unerwartet im Alter von 47 Jahren an den mit Entzündung und Vereiterung der Lymphdrüsen am Arm und in der Achselhöhle verbundenen Folgen einer Fingerverletzung, die er sich bei der Operation einer Mastdarmfistel zugezogen hatte. Der Tod trat nach einer Zustandsbesserung, währenddessen der mit befreundete Dichter Aloys Blumauer starb, nach einem starken Fieber ein. Die Todesursache laut Totenbeschauprotokoll des Magistrats war eine „Lungen- und Leberentzündung“. Sein Nachfolger als Professor der Chirurgie und Direktor an der Josephsakademie wurde A. Beinl.

## Schriften (Auswahl)
- Medicinisch-Chirurgische Beobachtungen auf seinen Reisen durch England und Frankreich, besonders ueber die Spitäler. Rudolph Gräffer, Wien 1783.
- Anweisung zu chirurgischen Operationen. Für seine Vorlesungen bestimmt. Rudolph Gräffer, Wien 1785 (Digitalisat).
- Ueber die neuere Geschichte der Chirurgie in den k. k. Staaten. Eine Rede, gehalten am 8ten November 1787. Rudolph Gräffer, Wien 1787 (Digitalisat).
- Briefe aus London. In: Baldinger’s med. Journal. Band 15, 1787.
- mit Adam Schmidt: Bibliothek der neuesten medicinisch-chirurgischen Literatur für die k. k. Feldchirurgen. 3 Bände. Wien 1789–1792.
- als Übersetzer: Bernhard Genga: Erläuterung der chirurgischen Lehrsätze des Hippokrates. Aus dem Italienischen übersetzt. Rudolph Gräffer, Wien 1777.
- als Übersetzer: R. Hamilton: Über die Pflichten der Regimentschirurgen. Aus dem Englischen übersetzt. Joseph Stahel, Wien 1790.